# Monument à Simón Bolívar (San Francisco)
Le Monument à Simón Bolívar (en espagnol: Monumento a Simón Bolívar), aussi connu sous le nom de Général Bolívar, est une sculpture en bronze de Simón Bolívar par Adamo Tadolini. Il fait face à l'Hôtel de ville de San Francisco en Californie. 
Un premier modèle de cette statue se trouve, depuis 1859, sur la Plaza Bolívar à Lima, l'une des plus importantes du Peru. Depuis 1876, un troisième modèle se situe dans la ville de naissance du Libertador, sur la Plaza Bolívar de Caracas, l'un des lieux les plus célèbres et visités du Venezuela.

## Caractéristiques
La statue de Simón Bolívar est sculptée par l'italien Adamo Tadolini. La statue équestre représente Simón Bolívar sur son cheval, vêtu de vêtements militaires, dont une cape décorée. Les autres accessoires qui composent sa tenue de général comprennent des bottes hautes, des épaulettes et une ceinture. Il a une épée gainée sur sa cuisse gauche et tient son chapeau sur le côté droit de son corps.

## San Francisco

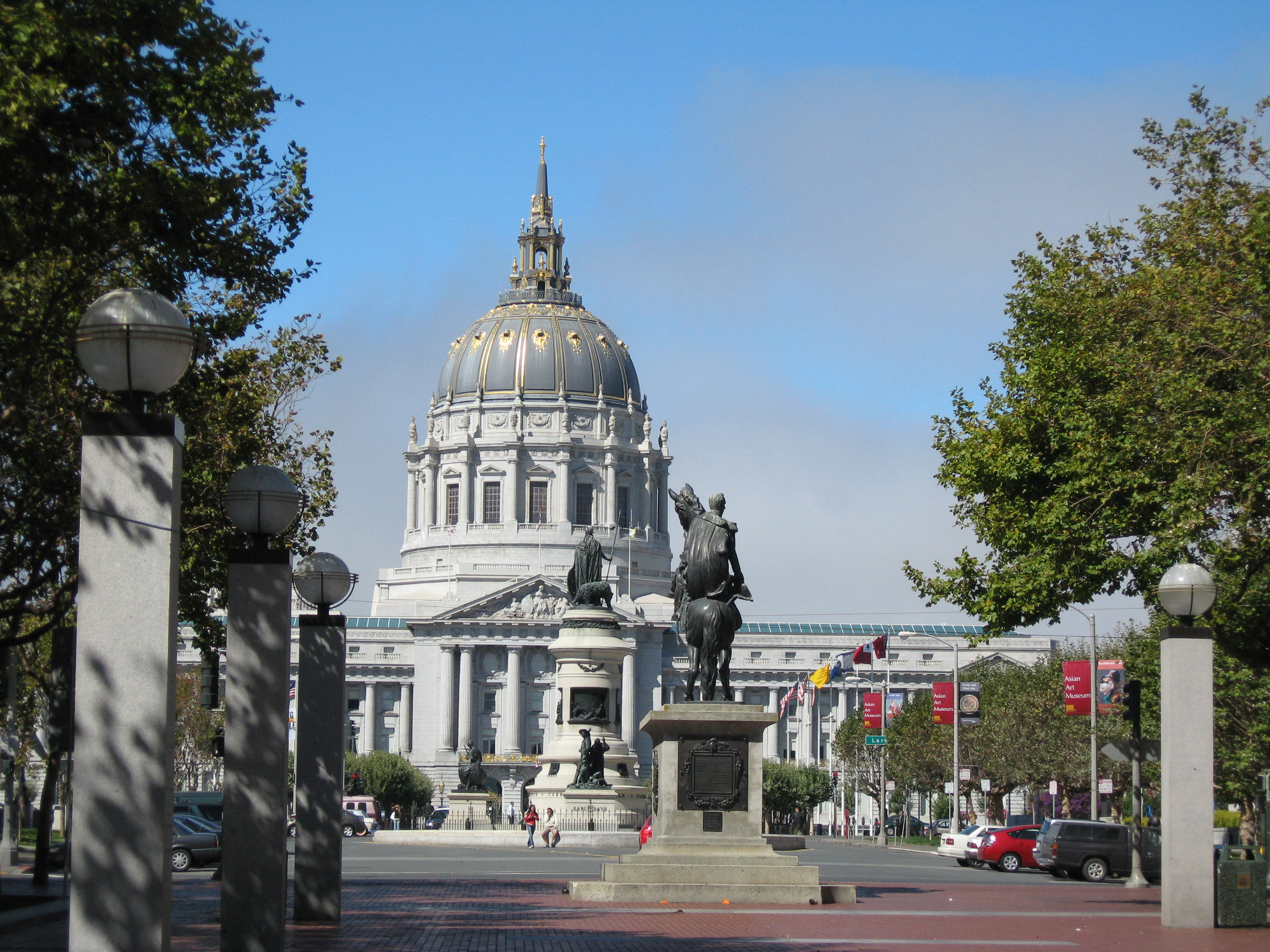
Simón Bolívar faisant face à l'Hôtel de Ville de San Francisco.

La copie de San Francisco est dessinée par Miriam Gandica Retard, projetée par Victor Hugo Barrenchea-Villegas et inaugurée en décembre 1984. La sculpture est administrée par la ville et comté de San Francisco et par la commission d'art de San Francisco.

## Répliques en Amérique du Sud
Les deux exemplaires de l'œuvre originale, celles de Lima et Caracas, sont réalisés  à la fonderie Von Müller, à Munich en l'Allemagne. Bolívar est né à Caracas en 1783.

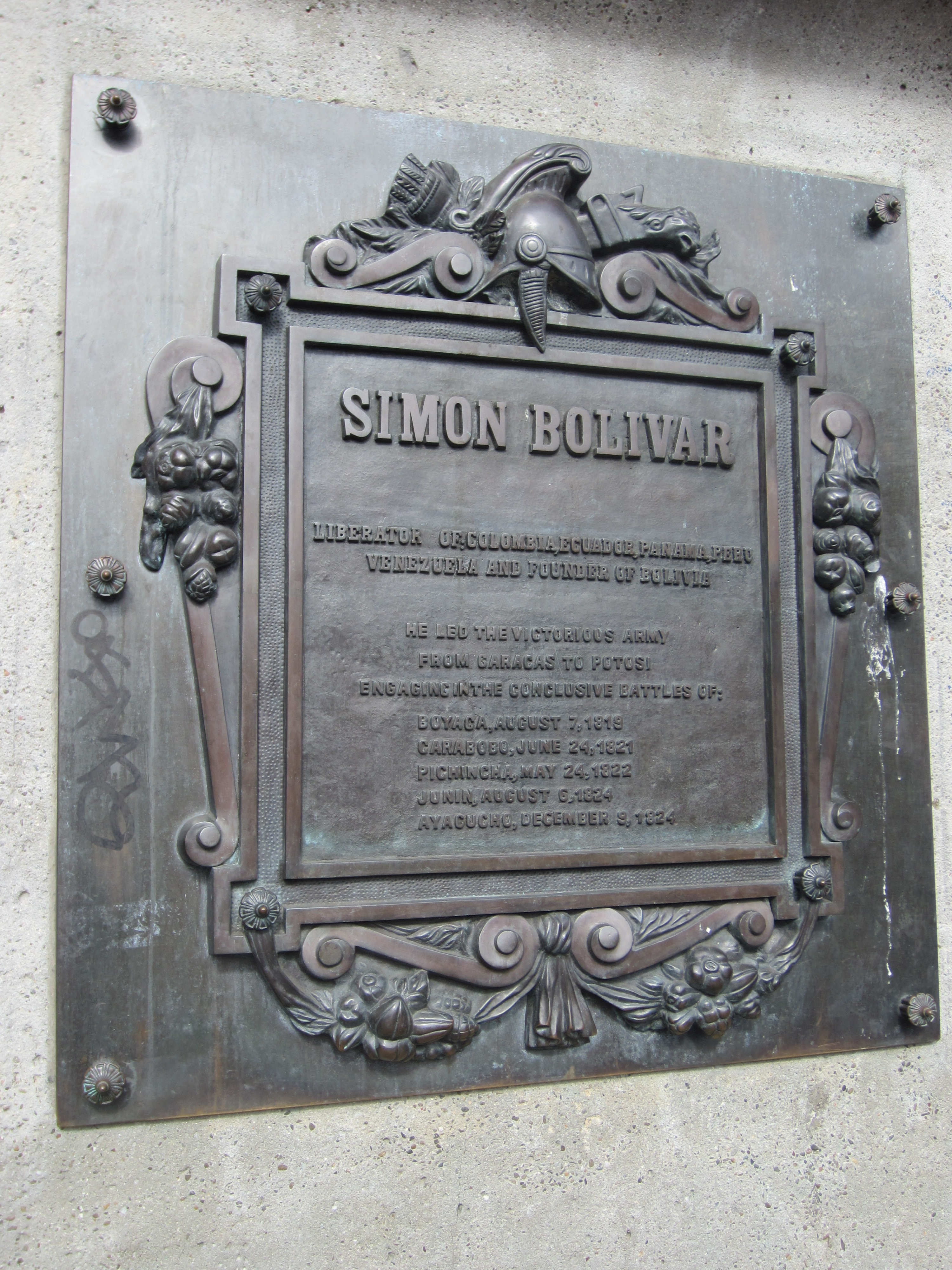
Plaque explicative du monument, sous la statue